# Rio Fâneaţa Vacilor
O Rio Fâneaţa Vacilor é um rio da Romênia, afluente do Valea Caldă Mare, localizado no distrito de Cluj.